# Lindsaea subalpina
Lindsaea subalpina är en ormbunkeart som beskrevs av Cornelis Rugier Willem Karel van Alderwerelt van Rosenburgh. Lindsaea subalpina ingår i släktet Lindsaea och familjen Lindsaeaceae. Inga underarter finns listade.